# Крупка (Чехия)
Кру́пка (чеш. Krupka), бывш. Гра́упен (нем. Graupen) — город в северной Чехии на границе с Германией у подножия Крушных гор.
Город делится на две части: нижнюю — основную и лежащую в горах горную Крупку. Обе части связаны между собой автомобильной и канатными дорогами.

## Происхождение названия
Название города происходит от старочешского слова krupý (крупы), то есть большой, растянутый. Часто ошибочно говорят, что название происходит от крупы олова, добываемого здесь с древних времен.

## История
Город известен прежде всего своей горной промышленностью. На протяжении веков в Крупе добывалось олово, после Тридцатилетней войны в этом районе было два серебряных рудника. В новейшей истории также нашли и молибден, вольфрам, флюорит. Горные склоны, заросшие буками и хвойными деревьями, укрывают многочисленные отвалы и штольни. Штольни Стары Мартин, расположены на дороге от Крупки до Комаржи, открыты для публики.

### Ранняя история
Нахождение олова и его лёгкость извлечения, привели на территорию Крупки первых поселенцев ещё в бронзовый век. Немцы постепенно сменяли славян, главным образом во время миграции народов.

### Время расцвета (XV и XVI века)
В начале XV века Крупку и близлежащие деревни, как и большую часть Чехии, коснулась гуситская война. Владелец Крупки Альбрехт из Колдича и горожане Крупки были верными союзниками императора Сигизмунда. К Крупку гуситы впервые попали в 1426 году после победы в битве при Усти-над-Лабем (Битва За Бег). Гуситы преследовали бегущих крестоносцев, где сейчас находится Богосудов, как сообщается, убили около трёхсот человек. Потомки павших рыцарей оставили на этом месте маленькую часовню, вокруг которой около 1500 года возникла деревня — Богосудов.
В это же время гуситы сожгли монастырь. Выжившие монахини прятались в лесах вокруг Крупки. Они спрятали статую Девы Марии в липе в том месте, где сегодня стоит базилика Богосудов. Эта статуэтка связана с появлением традиции паломничества в Богосудов. Первое паломничество состоялось в 1610 году. В последующие годы гуситы добрались до Крупки ещё дважды, в 1429 году и в апреле 1433 года, тогда они завоевали замок и город.
После гуситских войн город пережил расцвет. Оригинальный способ извлечения руды из ила сменился добычей в скале, сначала поверхностная, но с XV века уже глубинная. Только так шахтёры могли добывать больше руды. Это была изнурительная работа в твердой скале. Использовался огонь, который заставлял камень трескаться и лучше добываться. Склоны над крупкой усеяны остатками этих шахт. Эти новые методы привели к тому, что в течение XV века выросла добыча олова в три раза, а в XVI веке ещё на половину. Горнодобывающие территории простирались до Дуби. О буме добычи свидетельствует сохранившаяся копия горного договора 1487 года. Когда в 1469 году король Йиржи из Подебрад заключил пограничный договор с Саксонией.
8 января 1477 года городу было предоставлено право на пивоварение в городе и в близлежащих деревнях. Далее было разрешено строительство пивоваренного завода, еженедельные рынки, торговля солью.
Другие важные права город получил через год, 13 января 1478 года. В тот день король Владислав II даровал городу герб, печать, право на печать красным воском, ежегодный рынок, советы городских чиновников и таможенного свободу. Это было важнейшим городским правом, хотя Крупка оставалась крепостным городом.
В то время граждане Крупки были ревностными католиками. Это отразилось и на строительстве церквей. В 1454 году была построена больница с церковью Святого Духа. В последующие годы в Крупке был построен монастырь и церковь. В 1479 году весь город сгорел. Однако церкви были построены заново, и в 1516 году к ним присоединилась кладбищенская церковь Святой Анны.
В XVI веке лютеранство начало проникать в город. Поэтому иезуиты были призваны из Хомутова в богосудскую церковь в 1587 году, чтобы встретиться с лютеранами в Крупке. В 1579 году город стал свободным городом на некоторое время.

### XVII и XVIII века
Но обретённая свобода не продлилась долго. Уже в 1615 году король Матиас Габсбургский подарил Крупку Адаму Штернберку. Крупские горожане защищались в суде, но преуспели лишь частично. Спор произошёл невероятно долго — целых 99 лет до 1715 года. Возможно, именно поэтому крупские горожане присоединились к неудавшемуся восстанию сословий. После поражения в битве на Белой горе (1620) поместье вернулось в руки Адама Штернберга.
Тридцатилетняя война поразила город. Шведы завоевали замок Крупка. Однако наибольший ущерб нанесли отступающие саксы (1631), которые сожгли 60 домов в Крупке. Поэтому после окончания войны треть домов была пуста, а шахты были опустошены. Насильственная католизация также выгнала многих лютеранских экспертов из города.

### Крупка в наше время
В начале XIX века в окрестностях Крупки появились первые угольные шахты, как предвестник новых времен. Крупка стала излюбленным местом для многих туристов, любующихся великолепием богосудовской базилики и средневековыми улочками Крупки. 27 мая 1813 года Крупку посетил поэт Иоганн Вольфганг фон Гёте. Крупку несколько раз посещал композитор Рихард Вагнер, а в 1872 году - писатель Ян Неруда. В 1812 году в Горни Крупе родился основатель современной офтальмологии доктор Фердинанд Артл, который умер в Вене в 1887 году.
В революционном 1848 году было отменено верховенство, которое было заменено местным правительством. В 1853 году был восстановлен Иезуитский орден. Крупка в то время как бы застыла в своё историческое время. Но Богосудов пережил период бурного развития. Это также связано с развитием железной дороги.
В 1858 году была запущена в эксплуатацию железная дорога Теплице — Усти-над-Лабем (сегодня путь Усти-над-Лабем — Хомутов). В Богосудове и Врхославе начала развиваться промышленность. С 1869 года в Богосудове работал старейший цементный завод в Чехии (закрыт в 1930 году). В 1921 году был создан кожевенный завод, а в 1921 году-фарфоровый завод, который производил электропорцелан. Оловянные рудники, медленно ограничивали добычу. С 1863 года вольфрам начал добываться в качестве дополнительного продукта. Горнодобывающая деятельность в Крупке была прекращена в 1922 году. С наступлением новых времен наступило и время развития общественной жизни. В 1873 году была основана пожарная компания, а в 1893 году был запущен городской бассейн.
Крупка была в начале XX века преимущественно немецким городом. Большая часть населения приветствовала начало Первой мировой войны в 1914 году. А вот появление Чехословакии четыре года спустя уже нет. Ситуация была решена только чехословацкой армией, которая оккупировала город для стабилизации ситуации. С появлением нацистов в соседней Германии ситуация обострилась и в Крупке. В 1934 году судето-немецкая партия организовала демонстрации против открытия чешской школы в Богосудове, хотя в Крупке и Богосудове жило в то время около 1000 чехов. В октябре 1938 года Крупку заняли вооружённые силы гитлеровской Германии, большинство жителей с энтузиазмом приветствовали их. Во время оккупации большинство жителей оставалось верным нацистскому режиму. Но не все. Здесь также действовали немецкие антифашисты. Самым известным была Герта Линднер, казнённая нацистами 29 марта 1943 года. Во время немецкой оккупации добыча олова и вольфрама возобновилась на некоторое время. В самом конце войны (24.04.1945) [кто?] остановила транспортировку заключённых из концентрационного лагеря Оссендорф на станции Богослова. В общей сложности 313 заключённых умерли вскоре после этого от брюшного тифа и пневмонии. После войны они были похоронены у церкви Святого Прокопа, где также находится памятник этому событию. Ещё один памятник расположен в Фойтовице.
После окончания Второй мировой войны немецкое население было перемещено в Германию. Таким образом, полностью исчезли Хабартице и Мохельнице. Фойтовице оставались заселёнными, хотя и в гораздо меньшей степени, чем до войны. В 1947 году была восстановлена гимназия в Богосудове. Но не надолго. В 1952 году территорию получила чехословацкая армия, которую в 1968 году сменила советская армия. Она окончательно покинула город в 1991 году. Деятельность гимназии была возобновлена 1 сентября 1993 года. С апреля 2010 года город использует флаг. Крупка и её окрестности были внесены в список всемирного наследия ЮНЕСКО 6 июля 2019 года как часть горного региона.

## Муниципальное управление и политика

### Местные части
Сегодняшний город получил название старого шахтёрского города, который сегодня составляет одну из его нескольких частей. Город был создан путём постепенного слияния нескольких деревень и поселений в единое целое. Сегодня они образуют отдельные местные части. Это: Крупка, Врчослав, Богосудов, Маршов, Нове Модланы и Унчин.
- Крупка (исторический центр)
- Врчослав
- Богосудов (899 м от исторического центра, Центр современного города)
- Унчин (2270 м от исторического центра)
- Новые Молданы
- Маршов (В 2920 м от исторического центра)
- Собехлкбы (2230 м от исторического центра)
- Верхняя Крупка (4940 м от исторического центра)
- Фойтовице (7020 м от исторического центра)

## Транспорт

### Дорожный транспорт
Крупка благодаря своему расположению между городами Усти-над-Лабем (около 10 км) и Теплице (около 5 км), имеет отличное дорожное сообщение с этими городами. Недалеко от Крупки находятся дорожные пограничные переходы Оловец и Петровице в Германию. Прямо в Фойтовице находится пограничный переход для пешеходов и велосипедистов.

### Железнодорожный транспорт
Город пересекает две железнодорожные линии. Главная — железнодорожный путь Усти-над-Лабем — Хомутов со станцией Крупка-Богосудов (Krupka-Bohosudov) (до декабря 2016 года называлась Bohosudov).

### Канатная дорога
Из Городского района Богосудов, всего в нескольких десятках метров от остановки Богосудов, ведёт двухместная фуникулер на Комаржи вижку (Komáří vížku). Фуникулер был построен между 1950—1952 годами и его длина был 2348 м, что делал его самым длинным фуникулером в Центральной Европе без промежуточной станции. Высота составляет 482 м.

## Общество

### Образование
- Детский сад
- Начальная школа и Средняя школа
- Высшая школа строительства и машиностроения теплице
- Епископская гимназия Богосудов

### Культура
- Региональный музей
- Музей пожарной охраны
- Штольни Стары Мартин

### Спорт
- TJ Krupka футбольный клуб
- RLC Dragons Krupka (чемпион Чехии по регби)

## Население
| Год  | Численность | Численность |
| ---- | ----------- | ----------- |
| 1869 | 8582        | [ 6 ]       |
| 1880 | 10 778      | [ 6 ]       |
| 1890 | 11 826      | [ 6 ]       |
| 1900 | 13 952      | [ 6 ]       |
| 1910 | 14 635      | [ 6 ]       |
| 1921 | 14 507      | [ 6 ]       |
| 1930 | 16 096      | [ 6 ]       |
| 1950 | 8275        | [ 6 ]       |
| 1961 | 9059        | [ 6 ]       |
| 1970 | 8729        | [ 6 ]       |
| 1980 | 9336        | [ 6 ]       |
| 1991 | 12 620      | [ 6 ]       |
| 2001 | 13 318      | [ 6 ]       |
| 2011 | 13 147      | [ 6 ]       |
| 2014 | 13 269      | [ 7 ]       |
| 2016 | 12 955      | [ 8 ]       |
| 2017 | 12 788      | [ 9 ]       |
| 2018 | 12 697      | [ 10 ]      |
| 2019 | 12 624      | [ 11 ]      |
| 2020 | 12 633      | [ 12 ]      |
| 2021 | 12 547      | [ 13 ]      |
| 2022 | 12 365      | [ 14 ]      |
| 2023 | 12 710      | [ 15 ]      |
| 2024 | 12 779      | [ 4 ]       |